# فرودگاه نیروی هوایی سلطنتی واتیشام
فرودگاه نیروی هوایی سلطنتی واتیشام (به انگلیسی: RAF Wattisham) یک فرودگاه نظامی است که یک باند فرود آسفالت دارد و طول باند آن ۲۴۲۴ متر است. این فرودگاه در کشور انگلستان قرار دارد و در ارتفاع ۸۷ متری از سطح دریا واقع شده است.